# Biavlerforening
En biavlerforening består af en samling biavlere, der mødes for at lære mere om biavl og nyde samværet med andre med samme interesse.
Der er mange lokale biavlerforeninger, og de fleste er tilknyttet en hovedforening, der er landsdækkende. Der er i øjeblikket tre hovedorganisationer.

## Eksterne link
- Danmarks Biavlerforening
- Danske Biavleres Landsforening Arkiveret 25. oktober 2020 hos  Wayback Machine
- Sammenslutningen af Danske Erhvervsbiavlere Arkiveret 27. september 2018 hos  Wayback Machine